# Frédéric Kiesel
Pour les articles homonymes, voir Kiesel.
Frédéric Kiesel, né à Arlon le 24 février 1923, et mort à Bruxelles le 15 février 2007, est un poète, écrivain et journaliste belge.
Depuis mai 2008, la bibliothèque de Rachecourt s'appelle Bibliothèque Frédéric Kiesel.

## Biographie
Frédéric Kiesel suit des études secondaires à Arlon, chez les frères maristes, puis à l'université de Louvain, où il devient docteur en droit.
En 1944, il s'engage comme volontaire de guerre dans les bataillons d'Irlande du Nord.
Il fait ses débuts littéraires au sein du mouvement Le Jeune Faune, tout en étant avocat au barreau d'Arlon jusqu'en 1956. Il devient alors journaliste, d'abord à La Métropole, à Anvers (de 1956 à 1963), puis à La Cité, à Bruxelles (de 1963 à 1979), où il se spécialise en politique étrangère. Il réalise de nombreux reportages, particulièrement au Proche-Orient, au Moyen-Orient, et dans les pays de l'Est. Il travaille ensuite au Pourquoi Pas ? (de 1979 à 1988), tout en  poursuivant, parallèlement, son activité de critique littéraire et musical. 
Il est l'auteur de plusieurs essais : des biographies, des livres de journaliste, comme Dallas, un crime sans assassin, en 1966, sur l'assassinat de Kennedy, ou L'impasse israélo-arabe, en 1972. Il est également passeur de légendes : il a publié une dizaine de recueils de légendes régionales, d'Arlon, d'Ardenne, de Gaume.

## Un poète enraciné
La principale activité littéraire de Frédéric Kiesel a toujours été la poésie. Dès sa première publication, Ce que le jour m'avait donné, en 1954, le jeune poète est reconnu par ses pairs, et se voit décerner le prix Polak par l'Académie royale de langue et de littérature françaises de Belgique. Une douzaine de recueils publiés composent son œuvre poétique, saluée par deux autres prix de poésie, en 1964 et 1974. Il se déclare « écrivain enraciné ».

### Pour tous les âges
C'est l'aspect le plus accessible de la poésie de Frédéric Kiesel : de nombreux poèmes courts, familiers, d'un abord simple, qui parlent immédiatement à la sensibilité des enfants, comme à celle des adultes. Un regard décalé, tendre, humoristique, sur un animal, une saison, un détail de la nature. Ces poèmes sont largement répandus dans des anthologies, repris dans des manuels scolaires, sur des sites internet et des blogs.

### La nature, les saisons, les sentiments
À côté de ces amusements que constituent les poèmes courts, Frédéric Kiesel mène une œuvre intense et personnelle, en dehors de toute école, et loin de tout projet abstrait. Patience, calme, attention au temps qui passe : son inspiration poétique se déploie dans un ample mouvement, s'enracine dans une contemplation des éléments et du vivant. Le végétal et le cosmique se rejoignent, entre sérénité et questionnement. L'herbe sous le pied, le craquement du givre, le frémissement d'un soir d'été traduisent les interrogations du poète, son exploration de la subtilité des sentiments et des sensations.

### Le voyage
Le poète et le journaliste sont bien la même personne. Certaines des plus belles pages poétiques de Frédéric Kiesel sont inspirées par ses voyages, en Orient ou dans les pays slaves, deux régions du monde qu'il affectionne particulièrement. Ces poèmes se caractérisent par une ampleur du regard, et par une grande empathie avec les hommes et les femmes rencontrés, leurs croyances, leur sensibilité.

### La spiritualité
Frédéric Kiesel s'est, toute sa vie durant, interrogé sur le sens de la vie, sur la mort, sur l'au-delà. De nombreux poèmes en témoignent, en toute simplicité. Les questionnements fondamentaux sont au cœur des préoccupations du poète. Il a l'art de les saisir sans fioriture.

### Poésie
- Ce que le jour m'avait donné, À l'Enseigne du plomb qui fond, Dison, 1954.
- Élégies du temps et de l'été, Éditions du Verseau, Bruxelles, 1961.
- Printemps-Orphée, Julliard, collection Cahiers des Saisons, Paris, 1962.
- Le Cadran solaire, Éditions Le Borée, Lille, 1964 (collection Carrée, no 4).
- Herbe sur le chemin, Éditions du Verseau, Bruxelles, 1965.
- Pâques sauvages, Maison Internationale de la Poésie, Bruxelles, 1974.
- Nous sommes venus prendre des nouvelles des cerises, Éditions Ouvrières, Paris, 1982; Vie ouvrière, Bruxelles, collection Enfance heureuse.
- L’Autre regard, Édition de L’Ardoisière, Attert, 1985.
- Fables et comptines, Bruxelles, Les Élytres du hanneton, 1992
- Le Sablier, Clapas, Aguessac, 1998.
- La Corne de brume, Éditions Académie luxembourgeoise, Arlon, 1999.
- L'Échelle de Jacob, Clapas, Aguessac, 2001.

### Essais
- Pierre Nothomb, Pierre De Méyère, Bruxelles, 1965.
- Dallas, un crime sans assassin, Pierre De Meyère, Bruxelles, 1966.
- Lucien Maringer ou la poésie de l'image, Éditions DMN, Bruxelles, 1967.
- Louis Dubrau, Pierre De Méyère, Bruxelles, 1970.
- L'impasse israélo-arabe, Éditions Vie Ouvrière, Bruxelles, 1972.
- Anne-Marie Kegels, Pierre De Méyère, Bruxelles, 1974.
- Le livre souvenir de Jean-Paul II en Belgique. 1. Jean-Paul II, ce pape inattendu que la Belgique attend. 2. La fête, essai, Didier-Hatier, Bruxelles, 1985.
- Charles Delaite, La Dryade, Virton, 1986.
- Rainer Maria Rilke. Le Livre d'Heures, (première traduction intégrale), accompagné d'un essai, Les heures d'un Dieu paradoxal, Éditions Le Cri, Bruxelles, 1990.
- Thomas Owen, les pièges du grand malicieux, Quorum, Ottignies, 1995.
- Philippe Leuckx, Dossier L no 59 fascicule 3, Service du Livre Luxembourgeois, Marche-en-Famenne, 2002.

### Contes et légendes
- Légendes du pays d’Arlon, Éditions Du Sorbier, Arlon, 1959. Postface d’Adrien de Prémorel.
- Légendes d’Ardenne et de Lorraine, Duculot, Gembloux, 1974. Préface de Georges  Sion.
- Légendes des quatre Ardennes, Duculot, Gembloux, 1977. Préface de Thomas Owen.
- Histoires de mes villages, Duculot, Gembloux, 1979 (collection Racines).
- Trésor des légendes d’Ardenne, Duculot, Bruxelles-Gembloux, 1988 (collection Bibliothèque Duculot).
- Légendes et contes du pays d’Arlon, Paul Legrain, Bruxelles, 1988 (collection Légendes et contes de Wallonie).
- Légendes et contes de Gaume et Semois, Paul Legrain, Bruxelles, 1989  (collection Légendes et contes de Wallonie).
- L'Or des fées et autres légendes des quatre Ardennes, Éditions Racine, Bruxelles, 2003.
- La Prophétie d'Orval et autres légendes de Gaume et de Semois, Éditions Racine, Bruxelles, 2003.
- Le Meunier de Quarreux et autres légendes d'Ourthe et d'Amblève, Éditions Racine, Bruxelles, 2003.

### Théâtre, radio
- Jean de Mady, jeu radiophonique, INR 1956.
- La coquette et les morts vivants, comédie en trois actes, radiodiffusée sur Bruxelles 4, 1958.
- Légendes d'entre Salm et Semois, radiodiffusé sur Bruxelles 4, 1960.
- Un enfant nous est né, jeu scénique créé à Arlon, Noël 1961.
- Si Arlon m'était conté, jeu scénique créé à Arlon, mai 1962.
- Jeu des guerriers d'Ardenne, créé à Spich (Cologne), mai 1966.
- Épopée de Bodrange et Montauban, jeu scénique créé à Spich (Cologne), avril 1967.
- Jeu de la Butte et de Saint-Donat, spectacle son et lumière créé à Arlon, mai 1967.
- La légende des fils Aymon, jeu scénique créé à Habay-la-Neuve, bénédiction de la forêt, octobre 1967.

### Traduction
- Rainer Maria Rilke : Le livre d'heures, Éditions Le Cri, Bruxelles, 1989, accompagné d'un essai, Les heures du Dieu paradoxal.

## Récompenses et distinctions
- 1954. Prix Emile Polak, de  l'Académie royale de langue et de littérature françaises de Belgique, pour Ce que le jour m'avait donné.
- 1964. Prix Le Borée, Lille, pour Le Cadran solaire.
- 1974. Prix des Scriptores catholici pour Pâques sauvages.
- 1975. Prix George Garnir, de  l'Académie royale de langue et de littérature françaises de Belgique pour Légendes d'Ardenne et de Lorraine.